# Radio Free Asia
Radio Free Asia o RFA è un'agenzia di stampa finanziata dal governo degli Stati Uniti. La sua radio trasmette programmi radiofonici, notizie, informazioni e commenti online di lettori e ascoltatori dell'Asia , avendo lo scopo di "fornire notizie e informazioni accurate e tempestive ai paesi asiatici i cui governi vietano l'accesso a una stampa libera".
Basata sul modello di Radio Free Europe, è stata fondata nel 1994 con l'obiettivo dichiarato di "promuovere i valori democratici e i diritti umani". Come altre reti come Voice of America, è finanziata e supervisionata dalla United States Agency for Global Media (USAGM), che mira a fornire informazioni in una "missione vitale per gli interessi nazionali degli Stati Uniti".
RFA trasmette in cinese mandarino, cantonese, tibetano (dialetti Kham, Amdo e Uke), uiguro, birmano, vietnamita, lao, khmer e coreano. Quest’ultimo servizio è stato lanciato nel 1997 con Jaehoon Ahn.
RFA distribuisce contenuti in dieci lingue asiatiche per il pubblico in Cina, Corea del Nord, Laos, Cambogia, Vietnam e Birmania.
Radio Free Asia è stata inizialmente però fondata negli anni 1950 come operazione di propaganda anticomunista finanziata dalla CIA.

## Storia

### Guerra fredda (1951-1955)
Nel 1951, la CIA fondò tramite il Committee For Free Asia, un'omonima RFA all'interno di un'operazione di propaganda anticomunista. La radio trasmetteva dalle strutture della RCA a Manila, Filippine, e Dacca e Karachi, in Pakistan. Alcuni uffici di Radio Free Asia furono aperti anche a Tokyo. Nel 1953, il Committee For Free Asia decise di chiudere la radio, che andò in onda fino al 1955.
Nel 1971 il coinvolgimento della CIA terminò e tutte le responsabilità per le operazioni radiofoniche allora defunte furono formalmente trasferite al Board for International Broadcasting (BIB) di nomina presidenziale.

### Radio Free Asia (1994-oggi)
Dopo le proteste di piazza Tienanmen del 1989, crebbe l'interesse americano di aumentare la propria influenza tramite un'organizzazione di propaganda governativa per l'Asia. Con l'approvazione dell'International Broadcasting Act del 1994, Radio Free Asia fu creata ufficialmente il 12 marzo 1996 come una società privata senza scopo di lucro sotto la supervisione della United States Information Agency. La prima trasmissione di RFA fu effettuata in cinese mandarino nel settembre 1996.
Radio Free Asia è stata costretta a cambiare in parte a causa delle pressioni finanziarie del governo degli Stati Uniti, perché sebbene operi con un consiglio indipendente, i loro soldi provengono principalmente dal Tesoro. Nel 1999 è passata al Broadcasting Board of Governors del Dipartimento di Stato degli Stati Uniti d'America. Nel maggio 1994, il presidente Bill Clinton annunciò che la continuazione di Radio Free Asia dopo il 2009 sarebbe dipesa dall'aumento delle trasmissioni internazionali e dalla capacità di raggiungere il proprio pubblico.
Nel settembre 2009, il 111º Congresso emendò l'International Broadcasting Act per estendere di un anno le operazioni di Radio Free Asia.

## Missione
Le sue funzioni sono elencate nello United States Code:
2. [to] be a forum for a variety of opinions and voices from within Asian nations whose people do not fully enjoy freedom of expression.»
2. Essere un forum per una varietà di opinioni e voci all'interno delle nazioni asiatiche le cui persone non godono appieno della libertà di espressione.»
(22 U.S.C. 6208 - Radio Free Asia)
L'International Broadcasting Act del 1994, che ha autorizzato la creazione della RFA, contiene il seguente paragrafo:
La dichiarazione di intenti della RFA è delineata sul suo sito web:

## Emittente
Radio Free Asia trasmette tramite in analogico su quattro canali in onde corte, onde medie (AM e FM) e via satellite. Radio Free Asia ha una partnership con AudioNow per la trasmissione via Skype usando numeri VoIP specifici per ogni lingua.
Sul sito internet ufficiale di RFA vengono pubblicate quotidianamente notizie, reportage e opinioni in tutte le lingue usate dalla Radio, ed è presente un servizio basato su Feed RSS. È possibile ascoltare la Radio anche tramite lettori multimediali.
Per contrastare il jamming da parte dei governi dei Paesi verso cui trasmette, il sito Web di RFA contiene istruzioni su come creare delle antenne anti-jamming. Per bypassare un blocco di Internet, RFA offre informazioni su proxy e applicativi VPN.
| Informazioni sulla trasmissione (canali 1, 2, 3, 4) | Informazioni sulla trasmissione (canali 1, 2, 3, 4) | Informazioni sulla trasmissione (canali 1, 2, 3, 4) | Informazioni sulla trasmissione (canali 1, 2, 3, 4) |
| Lingua                                              | Paesi                                               | Lancio                                              | Orari di trasmissione quotidiana                    |
| --------------------------------------------------- | --------------------------------------------------- | --------------------------------------------------- | --------------------------------------------------- |
| Mandarino                                           | Cina                                                | Settembre 1996                                      | 24 ore, tutti i giorni su 3 canali                  |
| Tibetano                                            | Regione Autonoma del Tibet Qinghai                  | Dicembre 1996                                       | 23 ore, tutti i giorni, 1 canale                    |
| Birmano                                             | Birmania                                            | Febbraio 1997                                       | 8 ore, tutti i giorni ÷ oltre 3 canali              |
| Vietnamita                                          | Vietnam                                             | Febbraio 1997                                       | 8 ore, tutti i giorni ÷ su 2 canali                 |
| Coreano                                             | Corea del Nord                                      | Marzo 1997                                          | 9 ore, tutti i giorni, 1 canale                     |
| Cantonese                                           | Guangdong e Guangxi; Hong Kong Macao                | Maggio 1998                                         | 7 ore, tutti i giorni su 2 canali                   |
| Lao                                                 | Laos                                                | Agosto 1997                                         | 5 ore, tutti i giorni, 1 canale                     |
| Khmer                                               | Cambogia                                            | Settembre 1997                                      | 5 ore, tutti i giorni, 1 canale                     |
| Uigura                                              | Xinjiang                                            | Dicembre 1998                                       | 6 ore, tutti i giorni, 1 canale                     |

## Presidenti
- Richard Richter (1996–2005)[36]
- Libby Liu (2005–2019)[37][38]
- Bay Fang (2019-2020)[38][39]
- Stephen J. Yates (2020–2021)[40][41]
- Bay Fang (2021– )[1][42]

## Sedi e uffici
Radio Free Asia possiede delle proprie sedi nelle seguenti città:
- Washington
- Pechino
- Hong Kong
- Taipei
- Bangkok,
- Seul
- Phnom Penh (chiusa nel 2017)[22]

Possiede inoltre degli uffici distaccati a Dharamsala e Ankara.

## Critiche e reazioni

### Stati Uniti
Nel 1999 Catharin Dalpino della Brookings Institution, che ha prestato servizio nel Dipartimento di Stato di Clinton come vice assistente segretaria per i diritti umani, definì Radio Free Asia "uno spreco di denaro" e affermò che "Ovunque sentiamo che c'è un nemico ideologico, avremo un Radio Free qualcosa". Dalpino ha detto di aver esaminato i copioni delle trasmissioni di Radio Free Asia e ritiene che i rapporti della stazione siano sbilanciati. "Si appoggiano molto sui rapporti di e sui dissidenti in esilio. Non suona come riferire cosa sta succedendo in un Paese. Spesso si legge come un libro di testo sulla democrazia, il che va bene, ma anche per un americano è piuttosto propagandistico."

### Cina
Secondo un rapporto del Congressional Research Service del governo degli Stati Uniti, i giornali ufficiali cinesi controllati dallo stato hanno pubblicato editoriali che affermano che Radio Free Asia è un'operazione della CIA come lo era negli anni cinquanta.
Dal 1996, le autorità cinesi hanno costantemente bloccato le trasmissioni di Radio Free Asia. A tre giornalisti della RFA è stato negato l'accesso in Cina per coprire la visita del presidente degli Stati Uniti Bill Clinton nel giugno 1998. L'ambasciata cinese a Washington aveva inizialmente concesso i visti ma li ha revocati poco prima che il presidente Clinton lasciasse Washington in rotta verso Pechino. La Casa Bianca e il Dipartimento di Stato presentarono reclami alle autorità cinesi sulla questione, ma i giornalisti non fecero più il viaggio.
Il 30 marzo 2010, il Ministero di pubblica sicurezza della Repubblica popolare cinese bloccò temporaneamente tutte le ricerche su Google Cina, a causa di un'associazione involontaria con il termine censurato "rfa". Secondo Google, la stringa  "gs-rfai" presente negli URL di tutte le ricerche e usata per filtrare le informazioni sulle query, attivava il filtro cinese.
Nel 2014-2015 la Cina ha arrestato i tre fratelli del giornalista dell'RFA Uyghur Service Shohret Hoshur. La loro prigionia è stata ampiamente descritta dagli editori occidentali come gli sforzi delle autorità cinesi di prendere di mira Hoshur per i suoi rapporti controversi sulle tensioni etniche Han-Uiguri nella regione cinese dello Xinjiang.

### Vietnam
Il segnale di trasmissione in lingua vietnamita è stato disturbato dal governo vietnamita sin dall'inizio. Al Congresso degli Stati Uniti fu proposta una "legislazione sui diritti umani" che avrebbe stanziato denaro per contrastare il jamming. La ricerca di OpenNet Initiative, un progetto che monitora il filtraggio di Internet da parte dei governi di tutto il mondo, ha mostrato che la sezione in lingua vietnamita del sito web di Radio Free Asia è stata bloccata da entrambi gli ISP testati in Vietnam, mentre la parte in lingua inglese è stata bloccata da uno dei due ISP.

### Corea del Nord
Nel 2007, la Korean Central News Agency, l'agenzia di stampa ufficiale del governo nordcoreano, definì la RFA come un ente che manda in onda "servizi meschini". il diplomatico nordcoreano Kim Chol-min, in una dichiarazione presentata alle Nazioni Unite, accusò gli Stati Uniti di impegnarsi in una "guerra psicologica" contro la Repubblica Democratica Popolare di Corea attraverso la RFA.

### Birmania
Dopo la rivoluzione zafferano in Birmania nell'autunno del 2007, la giunta del Myanmar ha tenuto manifestazioni a cui hanno partecipato migliaia di cartelli che condannavano le interferenze esterne e accusavano Radio Free Asia, Voice of America e la BBC di "diffondere un cielo pieno di bugie". Nell'ottobre 2007, il quotidiano statale birmano New Light of Myanmar indicò le "grandi potenze" e Radio Free Asia, tra le altre emittenti internazionali, come incitatrici ai manifestanti durante la rivoluzione dello zafferano.